# Alissa White-Gluz

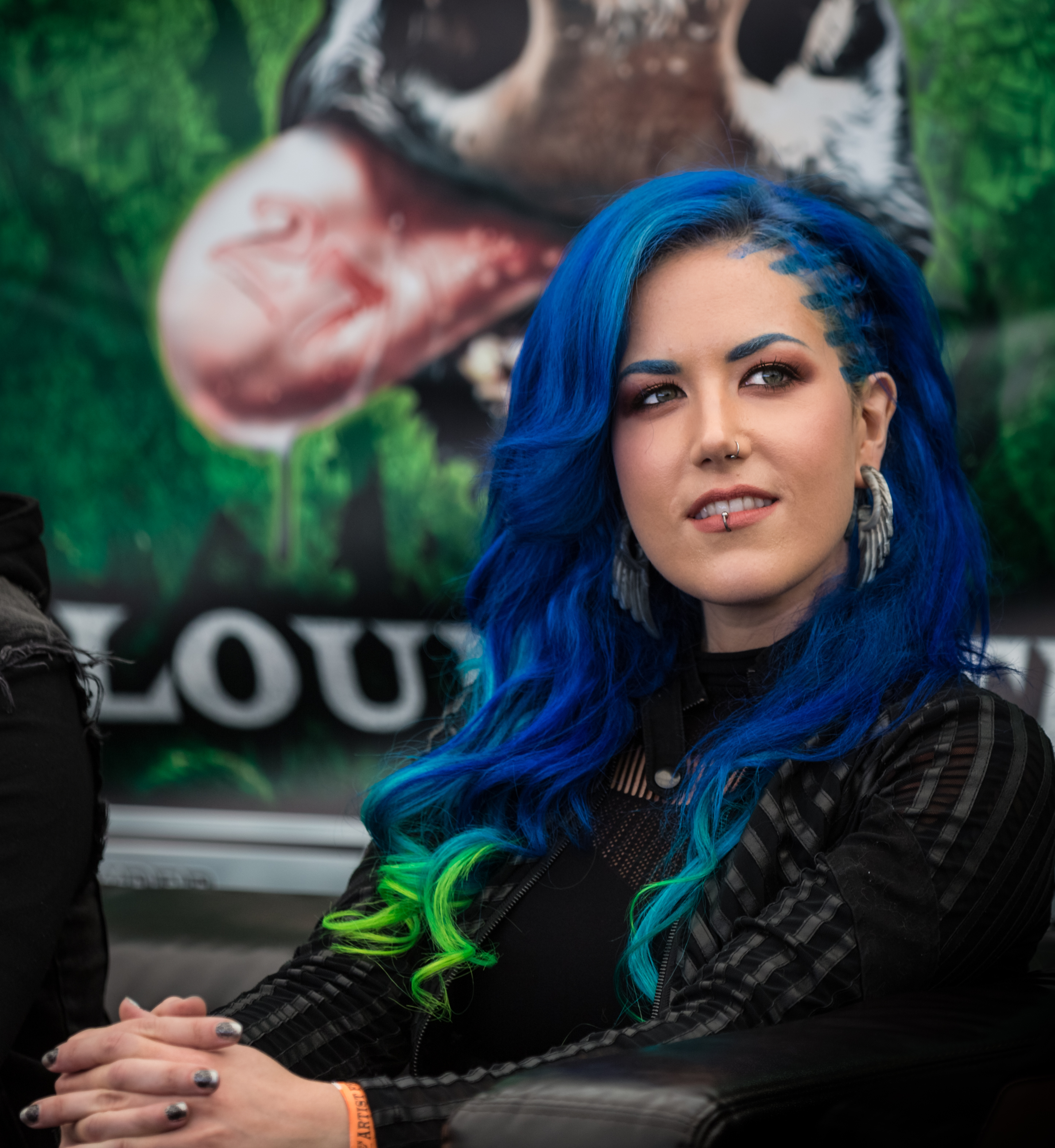
Alissa White-Gluz beim Wacken Open Air 2016

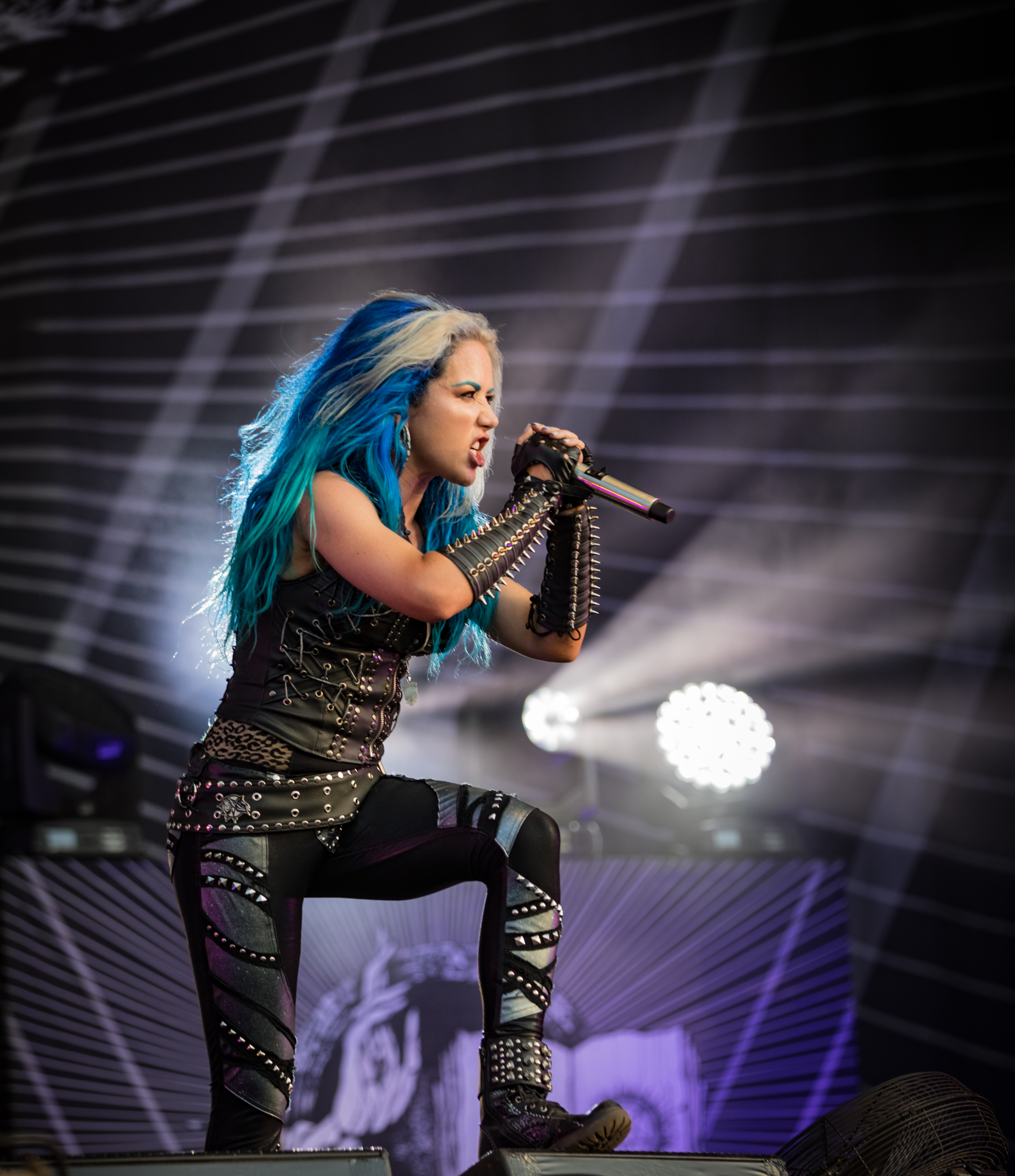
Alissa White-Gluz live beim Wacken Open Air 2018

Alissa White-Gluz (* 31. Juli 1985 in Montreal, Québec) ist eine kanadische Sängerin und Songwriterin. Sie war ein Gründungsmitglied der kanadischen Metal-Band The Agonist. Seit 2014 ist sie Lead-Sängerin der schwedischen Metal-Band Arch Enemy.

## Biografie

### Musikalischer Werdegang
2004 gehörte Alissa White-Gluz zu den Gründungsmitgliedern der Band The Tempest, in der sie als Lead-Sängerin und Songwriterin aktiv war. 2007 benannte sich die Band auf ihren Wunsch hin in The Agonist um. Im selben Jahr erschien das Debüt-Album Once Only Imagined. Es folgten zwei weitere Alben sowie zahlreiche Tourneen, unter anderem mit Bands wie Epica und Kamelot.
Am 17. März 2014 wurde bekannt gegeben, dass Alissa White-Gluz neue Sängerin der schwedischen Melodic-Death-Metal-Band Arch Enemy wird und damit Angela Gossow ersetzt. Ihr erstes Album mit Arch Enemy erschien am 9. Juni 2014 unter dem Titel War Eternal. Neben ihrem Debüt als Sängerin der Band schrieb sie die Texte für insgesamt fünf Songs des Albums.
Am 8. September 2017 veröffentlichte sie mit Arch Enemy ihr zweites Studio-Album Will to Power (Arch-Enemy-Album), welches Platz 1 in den deutschen Album-Charts einnahm.
Am 12. August 2022 veröffentlichte sie mit Arch Enemy ihr drittes Studio-Album Deceivers, welches auf Platz 2 in den deutschen Album-Charts landete und bis dato das erfolgreichste Arch Enemy Album ist.

### Gastauftritte
Als Gastsängerin trat sie insbesondere bei der Band Kamelot in Erscheinung, mit der sie seit 2011 auch zahlreiche Live-Auftritte hatte. 2012 wirkte sie in dem Musikvideo zu dem Song Sacrimony (Angel of Afterlife) von Kamelot mit. Auch an dem im Mai 2015 veröffentlichten Kamelot-Album Haven beteiligte sie sich als Gastsängerin und wirkte im Musikvideo zum Stück Liar Liar (Wastelands Monarchy) ebenfalls mit.
Ebenso ist sie auf Kamelots 2020 erschienenem Live-Album I am the Empire bei mehreren Liedern zu hören.
Am 28. September 2012 hatte sie gemeinsam mit Elize Ryd (Amaranthe, Kamelot) einen kurzfristigen Gastauftritt bei einem Konzert der Symphonic-Metal-Band Nightwish in Denver, um deren erkrankte Sängerin Anette Olzon zu ersetzen. Weitere Gastauftritte hatte sie bei der Band Delain. Beim Wacken Open Air trat sie 2016 gemeinsam mit dem Projekt Tarja der ehemaligen Nightwish-Sängerin Tarja Turunen auf.
Im Juni 2021 fungierte White-Gluz als Gastsängerin bei der Band Powerwolf, als diese ihren Song Demons Are a Girl's Best Friend in neuer Version veröffentlichte.
Im Oktober 2022 veröffentlichte sie den Song The Wolf You Feed in Kollaboration mit der Gitarristin Nita Strauss samt dazugehörigem Musikvideo.

### Gesangsstil

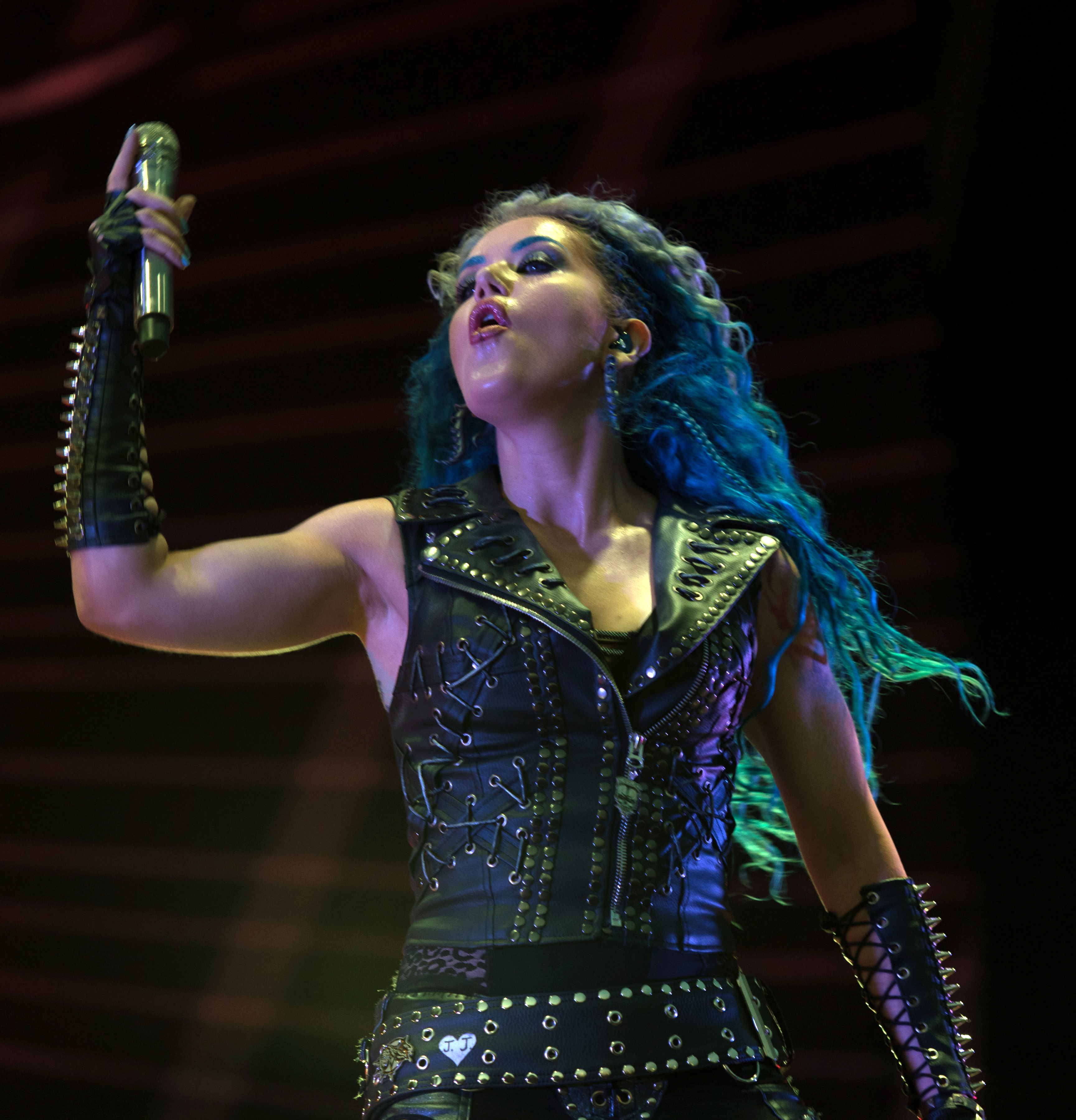
Alissa White-Gluz live beim Elbriot 2018

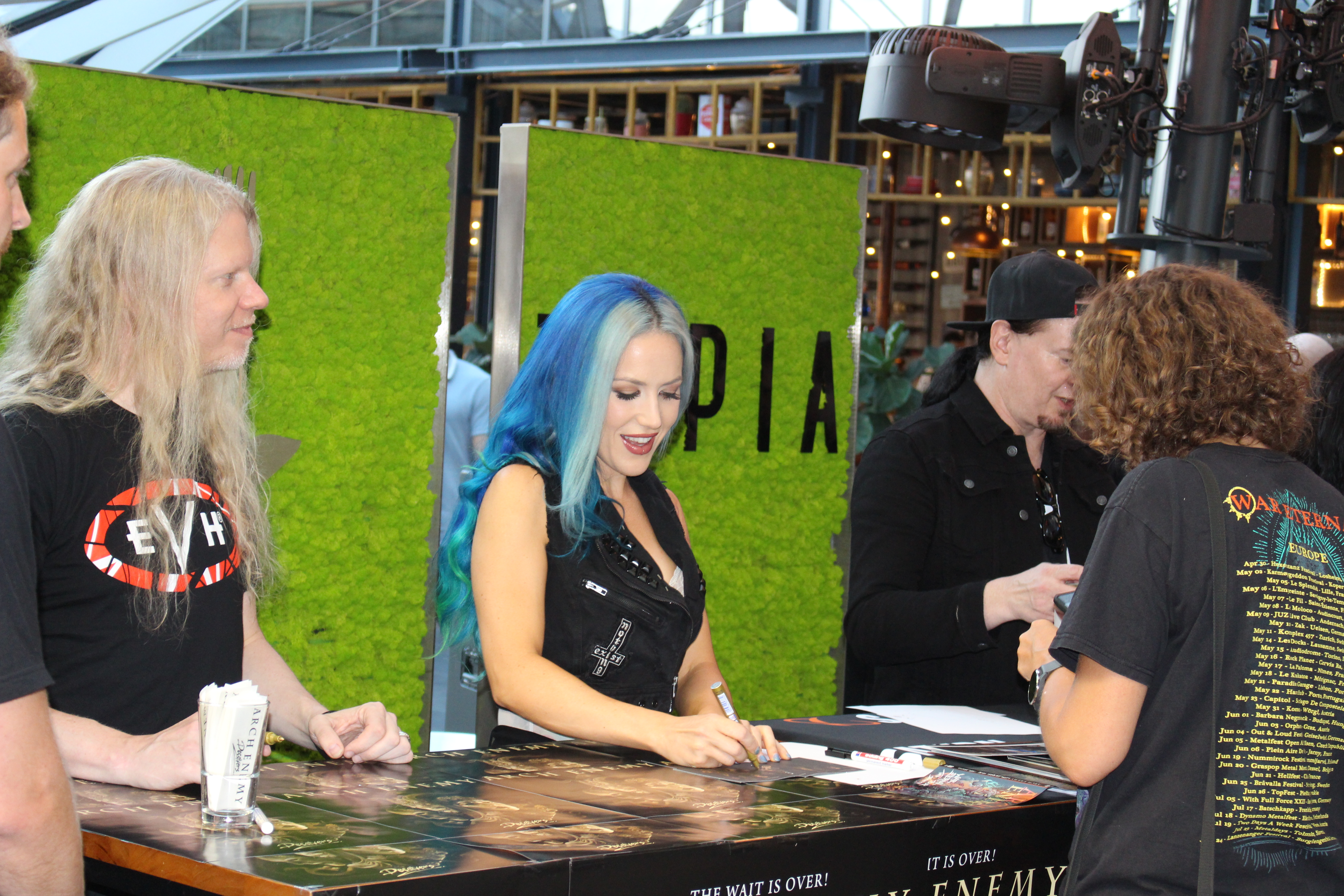
Sängerin Alissa White-Gluz während einer Autogrammstunde von Arch Enemy in Frankfurt am Main (August 2022)

Ein besonderes Merkmal ist ihr gutturaler Gesang; sie praktiziert jedoch auch Klargesang.

### Trivia
Zu ihren musikalischen Einflüssen zählt sie insbesondere ihre Vorgängerin bei Arch Enemy, Angela Gossow.
Alissa White-Gluz engagiert sich für Menschenrechte, Tierschutz und Umweltschutz. Sie bekennt sich zum Veganismus.
Im Interview mit dem Magazin über die Bedeutung des Songs First Day In Hell offenbarte sie, dass ihre Großeltern Überlebende des Holocaust seien und die Gefahren von religiöser Radikalisierung dazu beigetragen hätten, dass sie selbst Atheistin sei.
Seit 2014 ist sie mit dem US-amerikanischen Rockmusiker Doyle Wolfgang von Frankenstein, der unter anderem Gitarrist der Band Misfits war, liiert.

## Diskografie

### Mit The Agonist

#### Studioalben
- 2007: Once Only Imagined
- 2009: Lullabies for the Dormant Mind

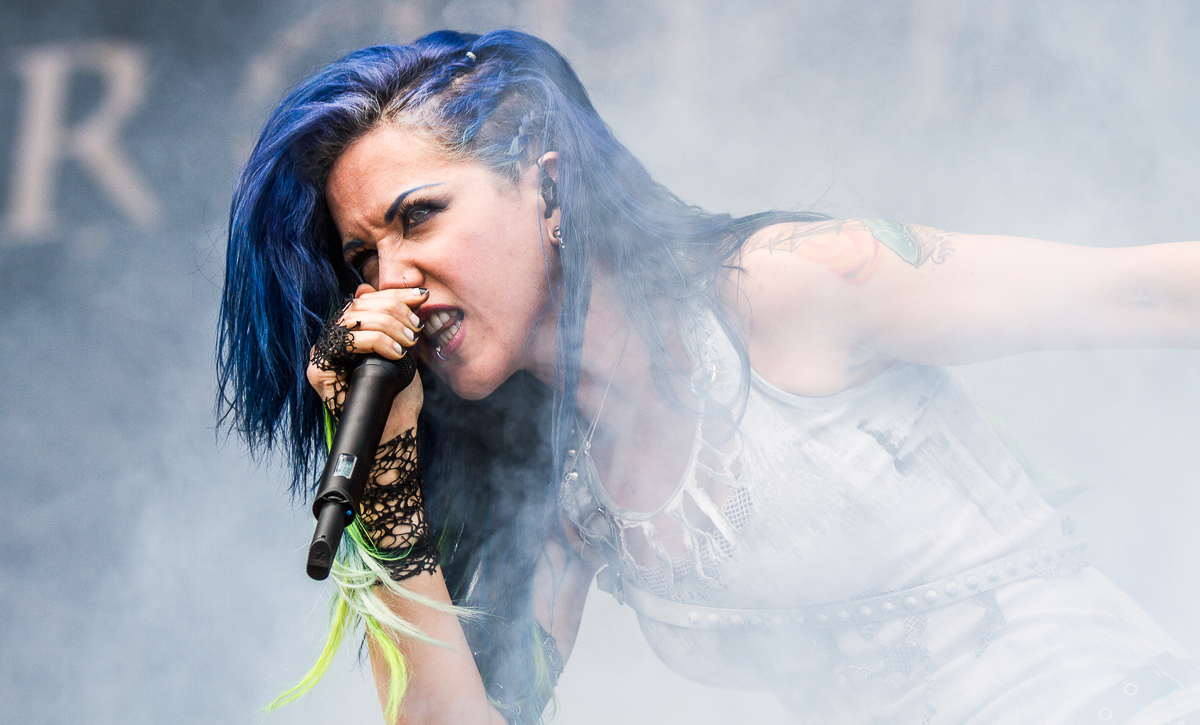
Alissa White Gluz 2014 bei Nova Rock

- 2012: Prisoners

### Mit Arch Enemy

#### Live DVDs
- 2016: War Eternal Tour: Tokyo Sacrifice
- 2017: As The Stages Burn (Live in Wacken)

#### Studioalben
- 2014: War Eternal
- 2017: Will to Power
- 2019: Covered in Blood
- 2022: Deceivers
- 2025: Blood Dynasty

### Als Gastsängerin
- 2008: Another Round (EP) mit Blackguard
- 2012: Sacrimony (Angel of Afterlife) (Single/Musikvideo) mit Kamelot
- 2014: The Tragedy of the Commons mit Delain
- 2015: Liar Liar (Wasteland Monarchy) mit Kamelot
- 2015: Revolution mit Kamelot
- 2016: The Ocean's Heart mit Caliban
- 2016:  Demons in You mit Tarja Turunen
- 2016: Five Billion Lies mit And Then She Came
- 2019: The Truth Is Dead mit Mark Morton[16]
- 2019: No Light Shall Save Us mit Carnifex
- 2019: Distortion (Albumversion) mit Babymetal[17]
- 2021: Demons Are a Girl's Best Friend mit Powerwolf
- 2021: Goodbye mit Me And That Man und Devin Townsend
- 2022: The Wolf You Feed mit Nita Strauss
- 2024: From the Cradle to the Grave mit Simone Simons
- 2025: Burning heart mit Dragonforce